# Franka Potente
Franka Potente (Münster, 22 de Julho de 1974) é uma atriz e cantora alemã.
Seu primeiro filme foi a comédia alemã Nach fünf im Urwald, de 1995, papel que lhe rendeu o prêmio de melhor atriz jovem no Bavarian Film Award. O reconhecimento veio em 1998, com o filme Lola rennt, pelo qual ela ganhou o Bambi de melhor atriz. Após meia década de notáveis papéis em filmes alemães, Franka Potente chamou a atenção de Hollywood pelos seus papéis nos filmes Blow (2001) e The Bourne Identity (2002).

## Biografia
Franka nasceu em Münster, em 1974, mas cresceu perto de Dülmen. Sua mãe, Hildegard, é técnica de enfermagem e seu pai, Dieter, é professor. Franka é a mais velha dos dois filhos do casal. Seu sobrenome italiano vem de seu bisavô, nascido na Sicília, que emigrou para a Alemanha ainda no século XIX.
Aos 17 anos, Franka passou alguns meses em um intercâmbio no subúrbio de Houston, Texas.

## Carreira
Assim que se formou no ensino médio, na Alemanha, Franka entrou na Otto Falckenberg School of Performing Arts, em Munique. Tendo empregos esporádicos dentro da própria indústria do cinema, Franka atuou pela primeira vez em 1995. Um agente gostou do seu trabalho e a escalou para o filme Nach Fünf im Urwald (After Five in the Forest Primeval), dirigido pelo seu namorado na época, Hans Christian Schmid.

## Filmografia
| Ano  | Filme                             | Papel                   | Notas                                                       |
| ---- | --------------------------------- | ----------------------- | ----------------------------------------------------------- |
| 1995 | After Five in the Forest Primeval | Anna                    |                                                             |
| 1997 | Coming In                         | Nina                    | Television film                                             |
| 1998 | Opernball                         | Gabrielle Becker        | Filme de Televisão                                          |
| 1998 | Lola rennt                        | Lola                    |                                                             |
| 1998 | Bin ich schön?                    | Linda                   |                                                             |
| 1999 | Downhill City                     | Peggy                   | Filme de Televisão                                          |
| 2000 | Anatomie                          | Paula Henning           |                                                             |
| 2000 | Der Krieger und die Kaiserin      | Simone 'Sissi' Schmidt  |                                                             |
| 2001 | Blow                              | Barbara Buckley         |                                                             |
| 2001 | Storytelling                      | Editor                  |                                                             |
| 2002 | The Bourne Identity               | Marie Helena Kreutz     |                                                             |
| 2002 | All I Want                        | Jane                    |                                                             |
| 2003 | I Love Your Work                  | Mia                     |                                                             |
| 2003 | Blueprint                         | Iris Sellin/Siri Sellin |                                                             |
| 2003 | Anatomie 2                        | Paula Henning           |                                                             |
| 2004 | The Bourne Supremacy              | Marie Helena Kreutz     |                                                             |
| 2004 | Creep                             | Kate                    |                                                             |
| 2005 | The Elementary Particles          | Annabelle               |                                                             |
| 2006 | The Shield                        | Diro Kesakhian          |                                                             |
| 2007 | Romulus, My Father                | Christine Anna Gaita    |                                                             |
| 2007 | The Bourne Ultimatum              | Marie Helena Kreutz     | Flashbacks only                                             |
| 2007 | Eichmann                          | Vera Less               |                                                             |
| 2008 | Che                               | Tamara Bunke            |                                                             |
| 2008 | Die Brucke                        | Elfie Bauer             |                                                             |
| 2009 | House MD                          | Lydia                   | Episódio "Broken"                                           |
| 2010 | Shanghai                          | Leni                    |                                                             |
| 2012 | American Horror Story: Asylum     | Anne Frank              | Episódios "I Am Anne Frank, Pt. 1" "I Am Anne Frank, Pt. 2" |
| 2016 | The Conjuring 2                   | Anita Gregory           |                                                             |